# New York Giants
Els New York Giants (literalment Gegants de Nova York en català) són una franquícia de futbol americà professional de la National Football League de la zona metropolitana de Nova York. Són membres de la Divisió Est de la Conferència Nacional (NFC) de l'NFL. El seu estadi és el MetLife Stadium, el seu nou estadi inaugurat el 2010. Fins llavors jugaven en el mític Giants Stadium de Nova Jersey. Els seus colors són el blau, el vermell, el blanc i el gris.

## Història
Els Giants van ser un dels cinc equips que es van unir a l'NFL el 1925, pero són els únics ingressats aquest any que encara continuen a la lliga. Els Giants han guanyat un total de set títols de l'NFL, quatre d'ells durant l'època anterior a la Super Bowl (1927, 1934, 1938 i 1956), i tres amb la Super Bowl (XXII el 1986, XXV el 1990, i XLII el 2007). Els Giants també han tingut 15 jugadors dins del saló de la fama i els millors jugadors de l'NFL (MVP) Mel Hein, Frank Gifford, Charlie Conerly, Y. A. Tittle, i Lawrence Taylor.
Els Giants han estat coneguts històricament com els "Big Blue" (els Grans Blaus), el "G-men" (Home Gegant), la "Big Blue Wrecking Crew" (Gran Massa Blava), les "Jersey Giants" i els "Jints", un nom que sovint es pot llegir en el diari "The New York Post", originari dels temps quan els Giants de beisbol estaven a Nova York.
La seva primera gran època va ser entre el 1925 i el 1940 guanyant tres títols de lliga, i no en tornarien a guanyar cap més fins al 1956. El 1986 van guanyar la Super Bowl XXI derrotant els Denver Broncos en el Rose Bowl de Pasadena, guanyant el seu primer campionat de l'NFL des del 1956. El 1990 van tornar a la final de la Super Bowl i van guanyar als Buffalo Bills. El 2000 van arribar a la final de la Super Bowl XXXV, però van ser derrotats pels Baltimore Ravens per 34-7.
El 2007, els Giants van jugar el seu primer partit en la història de la temporada regular fora del continent nord-americà, a l'estadi de Wembley Stadium de Londres, Anglaterra, contra els Miami Dolphins, guanyant per 13-10.
El 20 de gener de 2008, els Giants van ser campions de la Conferència Nacional al derrotar els Green Bay Packers en el Lambeau Field per 23-20, arribant així a la final de la Super Bowl XLII en la que jugarien contra el campió de la Conferència Americana, els New England Patriots, equip imbatut en aquesta temporada. El diumenge 3 de febrer de 2008 es va celebrar a Phoenix (Arizona), la Super Bowl XLII, en la que els Giants contra tot pronòstic van derrotar els màxims favorits, els New England Patriots, que estaven a una sola victòria d'aconseguir una temporada històrica. Els Giants van guanyar així el tercer títol de la història de la franquícia, amb un marcador de 17-14.
El 5 de febrer de 2012 van obtenir el Superbowl XLVI en guanyar un altre cop als New England Patriots per 21-17 en un partit jugat al Lucas Oil Stadium de Indiana.

## Palmarès
- Campionats de lliga (8)
  - Campionats de Super Bowl (4): 1986 (XXI), 1990 (XXV), 2007 (XLII), 2011 (XLVI).
  - Campionat de la NFL (abans de la fusió AFL-NFL): 1927, 1934, 1938, 1956.
- Campionats de conferència (11)
  - NFL Est: 1956, 1958, 1959, 1961, 1962, 1963.
  - NFC: 1986, 1990, 2000, 2007, 2011.
- Campionats de divisió (16)
  - NFL Est: 1933, 1934, 1935, 1938, 1939, 1941, 1944, 1946.
  - NFC Est: 1986, 1989, 1990, 1997, 2000, 2005, 2008, 2011.

## Estadis
- Polo Grounds (1925–1955)
- Yankee Stadium (1956–1973)
- Yale Bowl (1973–1974)
- Shea Stadium (1975)
- Giants Stadium (1976–2009)
- MetLife Stadium (2010–present)